# Краснополье (Сумская область)
Краснополье (укр. Краснопілля) — посёлок, Краснопольский поселковый совет, Сумской район, Сумская область, Украина.
Является административным центром Краснопольского района и административным центром Краснопольского поселкового совета, в который, кроме того, входят сёла Михайловка, Михайловское, Новодмитровка и Таратутино.

## Географическое положение
Посёлок городского типа Краснополье находится на берегу реки Сыроватка в месте впадения в неё реки Грязная,
выше по течению примыкает село Михайловка,
ниже по течению на расстоянии в 3 км расположено село Самотоевка.
По пгт протекает несколько ручьёв с запрудами.

## История
- На территории современного Краснополья люди начали селиться очень давно, об этом свидетельствуют обнаруженные поселения бронзового и раннего железного века.
- 1640 — возникновение Краснополье связано со строительством Белгородской оборонной линии, предназначенной для защиты южных границ Российского государства от нападений татар. Около 1640 года построили острог — укрепление Краснополье. Строили его и несли сторожевую службу российские служивые люди.
- Начиная с 1651 года, поселение быстро росло — сюда переселилось много крестьян и казаков с Правобережной Украины. При несении полковой и городовой службы им предоставлялось право занимать свободные земли и без налога владеть ими. С приливом украинского населения в Краснополье утверждались принципы казацкого самоуправления.
- В конце 1650-х годов Краснополье становится сотенным городком Сумского слободского полка. Военные и административные дела в сотне вела сотенная старшина. Воевода руководил российским населением и ведал военно-служебными делами крепости.
- Краснополье со временем приобретало большее оборонно-рубежное значение. Уже в 1673 году здесь обитало 1136 чел., а сама крепость была значительным укреплением. Длина стен составляла 3294 сажени, над стенами вздымались 2 башни с воротами и 12 глухих башен, на случай осады существовал тайный ход к реке Тонкая. В распоряжении казаков были 3 пищали с запасом ядер.
- Неоднократно Краснополье испытывало враждебные нападения. В 1659 году татары ограбили и забрали в плен много людей из Краснопольской сотни. Нападали они и в 1663 и в 1668 годах. Об отваге и рвении защитников крепости свидетельствуют насыпные курганы. Некоторые из них уцелели до наших дней.
- Оборонное значение Краснополья падает в первой четверти XVIII века в связи с перенесением границ Российского государства далеко на юг. Из местечка выбывает русский воевода, прекращается уход за укреплением. В 1718 году в нём уже не было ни войска, ни артиллерии.
- После реорганизации Слободских полков Краснополье стало слободой, позже — волостным центром, основным занятием местных жителей становится земледелие, в меньшей мере — скотоводство, винокурение.
- В конце XVIII века в Краснополье с прилегающими населенными пунктами жило свыше 2400 государственных крестьян и около 800 крепостных. Через 60 лет количество государственных крестьян увеличились до 3560 чел., а крепостных — до 836 чел.

В 1886 году здесь обитало 5656 чел., а в 1913 году — 7468 чел. Экономическому развитию Краснополья содействовала Белгородская железная дорога, строительство которой началось в 1898 году. Первый поезд через станцию Краснополье прошел 2 августа 1901 года.
С 1920х годов — райцентр.
В 1956 — присвоено статус посёлок городского типа.
В 1973 году здесь действовали маслодельный завод, хлебозавод, мебельное производство и инкубаторная станция.
В январе 1989 года численность населения составляла 9 469 человек.
В мае 1995 года Кабинет министров Украины утвердил решение о приватизации находившихся здесь маслозавода, райсельхозтехники и райсельхозхимии, в июле 1995 года было утверждено решение о приватизации птицеводческого совхоза.
На 1 января 2013 года численность населения составляла 8355 человек.

## Экономика
- Хлебозавод.
- Краснопольское хлебоприёмное предприятие, ООО
- Краснопольский гослесхоз. http://krasles.com.ua/
- Филиал «Краснопольский автодор».
- Фермерское хозяйство «Колос».

## Объекты социальной сферы
- Школа.
- ПТУ-43.
- Клуб.
- Дом культуры.
- Гимназия.

## Транспорт
Железная дорога, станция Краснополье на линии Басы — Белгород.
Также через посёлок проходит автомобильная дорога Т-1901.